# Liste der chinesischen Dynastien

Gebiete der Dynastien Chinas

Die Liste der chinesischen Dynastien enthält alle Herrscher-Dynastien des Kaiserreichs China in chronologischer Reihenfolge. Die mythischen Herrscher davor werden als Fünf Kaiser (五帝,  Wǔ Dì) bezeichnet. Mit der Abdankung des letzten Kaisers Aisin Gioro Puyi (1906–1967) am 12. Februar 1912 endete das über 2000 Jahre währende Kaiserreich.

## Liste
| Dynastie                 | chin. a | Jahr                             | Ethnie   |
| ------------------------ | ------- | -------------------------------- | -------- |
| Xia-Dynastie             | 夏朝    | 2070–1600 v. Chr.                | Huaxia   |
| Shang-Dynastie           | 商朝    | 1600–1046 v. Chr.                | Huaxia   |
| Westliche Zhou-Dynastie  | 西周    | 1046–771 v. Chr.                 | Huaxia   |
| Östliche Zhou-Dynastie   | 東周    | 770–256 v. Chr.                  | Huaxia   |
| Qin-Dynastie             | 秦朝    | 221–207 v. Chr.                  | Huaxia   |
| Westliche Han-Dynastie   | 西漢    | 202 v. Chr.–9 n. Chr.            | Han      |
| Xin-Dynastie             | 新朝    | 9–23 n. Chr.                     | Han      |
| Östliche Han-Dynastie    | 東漢    | 25–220 n. Chr.                   | Han      |
| Cao-Wei-Dynastie         | 曹魏    | 220–226 n. Chr.                  | Han      |
| Shu-Han-Dynastie         | 蜀漢    | 221–263 n. Chr.                  | Han      |
| Östliche Wu-Dynastie     | 東吳    | 222–280 n. Chr.                  | Han      |
| Westliche Jin-Dynastie   | 西晉    | 266–316 n. Chr.                  | Han      |
| Östliche Jin-Dynastie    | 東晉    | 317–420 n. Chr.                  | Han      |
| Han-Zhao-Dynastie        | 漢趙    | 304–329 n. Chr.                  | Xiongnu  |
| Cheng-Han-Dynastie       | 成漢    | 304–347 n. Chr.                  | Di       |
| Spätere Zhao-Dynastie    | 後趙    | 319–351 n. Chr.                  | Jie      |
| Frühere Liang-Dynastie   | 前涼    | 320–376 n. Chr.                  | Han      |
| Frühere Yan-Dynastie     | 前燕    | 337–370 n. Chr.                  | Xianbei  |
| Frühere Qin-Dynastie     | 前秦    | 351–394 n. Chr.                  | Di       |
| Spätere Yan-Dynastie     | 後燕    | 384–409 n. Chr.                  | Xianbei  |
| Spätere Qin-Dynastie     | 後秦    | 384–417 n. Chr.                  | Qiang    |
| Westliche Qin-Dynastie   | 西秦    | 385–400 n. Chr., 409–431 n. Chr. | Xianbei  |
| Spätere Liang-Dynastie   | 後涼    | 386–403 n. Chr.                  | Di       |
| Südliche Liang-Dynastie  | 南涼    | 397–414 n. Chr.                  | Xianbei  |
| Nördliche Liang-Dynastie | 北涼    | 397–439 n. Chr.                  | Xiongnu  |
| Südliche Yan-Dynastie    | 南燕    | 398–410 n. Chr.                  | Xianbei  |
| Westliche Liang-Dynastie | 西涼    | 400–421 n. Chr.                  | Han      |
| Hu-Xia-Dynastie          | 胡夏    | 407–431 n. Chr.                  | Xiongnu  |
| Nördliche Yan-Dynastie   | 北燕    | 407–436 n. Chr.                  | Han      |
| Nördliche Wei-Dynastie   | 北魏    | 386–535 n. Chr.                  | Xianbei  |
| Östliche Wei-Dynastie    | 東魏    | 534–550 n. Chr.                  | Xianbei  |
| Westliche Wei-Dynastie   | 西魏    | 535–557 n. Chr.                  | Xianbei  |
| Nördliche Qi-Dynastie    | 北齊    | 550–577 n. Chr.                  | Han      |
| Nördliche Zhou-Dynastie  | 北周    | 557–581 n. Chr.                  | Xianbei  |
| Liu-Song-Dynastie        | 劉宋    | 420–479 n. Chr.                  | Han      |
| Südliche Qi-Dynastie     | 南齊    | 479–502 n. Chr.                  | Han      |
| Liang-Dynastie           | 梁朝    | 502–557 n. Chr.                  | Han      |
| Chen-Dynastie            | 陳朝    | 557–589 n. Chr.                  | Han      |
| Sui-Dynastie             | 隋朝    | 581–619 n. Chr.                  | Han      |
| Tang-Dynastie            | 唐朝    | 618–690 n. Chr.                  | Han      |
| Wu-Zhou-Dynastie         | 武周    | 690–705 n. Chr.                  | Han      |
| Tang-Dynastie            | 唐朝    | 705–907 n. Chr.                  | Han      |
| Spätere Liang-Dynastie   | 後梁    | 907–923 n. Chr.                  | Han      |
| Spätere Tang-Dynastie    | 後唐    | 923–937 n. Chr.                  | Shatuo   |
| Spätere Jin-Dynastie     | 後晉    | 936–947 n. Chr.                  | Shatuo   |
| Spätere Han-Dynastie     | 後漢    | 947–951 n. Chr.                  | Shatuo   |
| Spätere Zhou-Dynastie    | 後周    | 951–960 n. Chr.                  | Han      |
| Frühere Shu-Dynastie     | 前蜀    | 907–925 n. Chr.                  | Han      |
| Yang-Wu-Dynastie         | 楊吳    | 907–937 n. Chr.                  | Han      |
| Ma-Chu-Dynastie          | 馬楚    | 907–951 n. Chr.                  | Han      |
| Wuyue-Dynastie           | 吳越    | 907–978 n. Chr.                  | Han      |
| Min-Dynastie             | 閩朝    | 909–945 n. Chr.                  | Han      |
| Südliche Han-Dynastie    | 南漢    | 917–971 n. Chr.                  | Han      |
| Jingnan-Dynastie         | 荊南    | 924–963 n. Chr.                  | Han      |
| Spätere Shu-Dynastie     | 後蜀    | 934–965 n. Chr.                  | Han      |
| Südliche Tang-Dynastie   | 南唐    | 937–976 n. Chr.                  | Han      |
| Nördliche Han-Dynastie   | 北漢    | 951–979 n. Chr.                  | Shatuo   |
| Liao-Dynastie            | 遼朝    | 916–1125 n. Chr.                 | Kitan    |
| Westliche Liao-Dynastie  | 西遼    | 1124–1218 n. Chr.                | Kitan    |
| Nördliche Song-Dynastie  | 北宋    | 960–1127 n. Chr.                 | Han      |
| Südliche Song-Dynastie   | 南宋    | 1127–1279 n. Chr.                | Han      |
| Westliche Xia-Dynastie   | 西夏    | 1038–1227 n. Chr.                | Tanguten |
| Jin-Dynastie             | 金朝    | 1115–1234 n. Chr.                | Jurchen  |
| Yuan-Dynastie            | 元朝    | 1271–1368 n. Chr.                | Mongolen |
| Nördliche Yuan-Dynastie  | 北元    | 1368–1635 n. Chr.                | Mongolen |
| Ming-Dynastie            | 明朝    | 1368–1644 n. Chr.                | Han      |
| Südliche Ming-Dynastie   | 南明    | 1644–1662 n. Chr.                | Han      |
| Spätere Jin-Dynastie     | 後金    | 1616–1636 n. Chr.                | Jurchen  |
| Qing-Dynastie            | 清朝    | 1636–1912 n. Chr.                | Mandschu |

Fußnote